# Thaumaleus longispinosus
Thaumaleus longispinosus är en kräftdjursart som först beskrevs av Bourne 1890.  Thaumaleus longispinosus ingår i släktet Thaumaleus och familjen Monstrillidae. Inga underarter finns listade i Catalogue of Life.